# Дальсгор, Кристен
Кристен Да́льсгор (дат.  Christen Dalsgaard; 30 октября 1824, усадьба Краббесхольм, близ Скиве — 11 февраля 1907, Сорё) — датский художник-жанрист, представитель национального романтического реализма.

## Биография
Кристен Дальсгор родился 30 октября 1824 года на севере полуострова Ютландия, в поместье Краббесхольм, близ Скиве, в семье землевладельца Йенса Дальсгора (дат.  Jens Dalsgaard) и его жены Кристианы, урождённой Расмуссен (дат.  Christiane Rasmussen). С раннего детства он проявил талант к рисованию. Детство проходило на побережье Лим-фьорда и его виды не могли не отразиться на его работах. Позже он изобразит родные места в своих пейзажах.

## Образование и художественная карьера
Первоначально Дальсгор обучался на художника-ремесленника. Однако стремление к высокому искусству привело его в октябре 1841 года в стены Датской королевской академии изящных искусств. В июле 1844 он был переведён в гипсовый класс, а в марте 1846 — в модельный, где он учился до 1848. Здесь, помимо прочих педагогов, Кристен Дальсгор учился у профессора живописи Кристофера Эккерсберга, известного, как основателя Золотого века датской живописи. Параллельно с обучением в академии, Дальсгор посещал мастерскую не менее известного мастера-живописца Золотого века — Мартинуса Рёрбю, у которого он брал частные уроки вплоть до самой смерти маэстро в 1848 году. Существенное влияние на творчество Дальсгора оказал историк искусства, профессор академии — Нильс Лауриц Хёйен — известный пропагандист продвижения датского национального искусства, призывавший художников в своём творчестве искать исконно датские мотивы в самых отдалённых уголках страны. Вдохновлённый романтическими идеями Хёйена, Дальсгор оказался одним из трёх наиболее известных датских художников национального романтического реализма наряду с такими художниками, как Фредерик Вермерен и Юлиус Экснер, воспевавших в своих работах жизнь крестьян Ютландии, Зеландии, Фюна и других регионов Дании. Идеи Хёйена шли вразрез с зарубежным искусством, а Дальсгор, возможно, был наиболее последовательным его учеником. Он никогда не выезжал за границу, не совершал образовательные путешествия, как это делали в то время многие датские художники — выпускники академии. Вместо этого он избрал для себя служение исконно датскому искусству. Его живопись носила явно исторический штрих, она отражала обычаи простых людей, крестьян, их повседневные занятия и национальные костюмы.
В 1847 году Дальсгор дебютировал на весенней выставке в Шарлоттенборге. В дальнейшем он будет выставляться там каждый год до конца жизни с перерывами лишь в 1865 и 1870 годах. Его картины пользовались успехом. Замечательны такие работы, как «Пейзаж из Лим-фьорда» 1846 года, «Фермерский мальчик из Саллинга с сумкой» (дат.  «Bondedreng fra Salling med vadsæk») 1847 года, «Читающая девушка из Саллинга» (дат.  «En læsende pige fra Salling»), 1851. Но настоящим прорывом в его творчестве можно считать картину «Мормоны посещают мастерскую плотника» (дат. «Mormoner på besøg hos en tømrer på landet»), написанную в 1856 году (ныне в Государственном музее искусств). Мормонское движение возникло в США в 20-х годах XIX века. Это движение уже в середине XIX века также проникло и в Данию, внося своё заметное влияние в культуру народа. На картине Дальсгора изображена сцена, где два миссионера-мормона посетили мастерскую плотника. Младший из них ведёт свою проповедь. Жильцы все дома. Одна женщина сидит у детской колыбели, как видно из соседней комнаты, а ее сестра, молодая девушка, стоит у стены, показывая своим видом, что ей холодно. Самое сильное впечатление мормоны произвели на старшего ребёнка, который из страха перед незнакомцами залез под столешницу рабочего стола, откуда он с удивлением смотрит на говорящего молодого миссионера. В то время как он читает свою проповедь, плотник держит в руках и читает брошюру, которую дал ему старейшина, и который теперь стоит рядом и наблюдает за ним. В центральной части мастерской на стуле сидит пожилой мужчина и рядом его дочь, слепая девушка. Они явно не принадлежат жильцам дома, они незнакомцы, которые следовали за мормонами – дочь, надеясь на исцеление, а отец, не решившийся присоединиться к секте, следовал за своей дочерью.
Акцентируя своё внимание на жанровой живописи, Дальсгор изображал различные сцены из жизни простых людей, описывал события и явления, которые, на его взгляд, были наиболее значимыми. Одним из таких значимых и печальных явлений в Дании в XIX веке была детская смертность. Из-за отсутствия должной медицины в деревнях её уровень был высок. Об этом художник повествует в своей картине «Плотник приносит гробик для умершего ребёнка» (дат. «Snedkeren bringer ligkisten til det døde barn»), написанную в 1857 году (Государственный музей искусств). В своих работах Дальсгор также изображал известных личностей Дании, например, поэта Стена Блихера в картине 1866 года «Блихер в пустоши беседует с цыганами» (дат. «Blicher på heden i samtale med tatere»).
С 1862 по 1892 Кристен Дальсгор преподавал рисование в академии Сорё, а в 1892 году он был назначен титулярным профессором в Датской академии изящных искусств. С 1872 — член этой академии. В 1878 году он принимал участие на Всемирной выставке в Париже.
Кристен Дальсгор умер 11 февраля 1907 года.
В 1914 году вдова художника передала его коллекцию народных костюмов в Национальный музей. Она умерла в Сорё 3 ноября того же года. Национальный музей приобрел оставшуюся часть коллекции в 1921 году.

## Награды
Кристен Дальсгор был удостоен премии Нойхаузен в 1859 и 1861 годах, медали Торвальдсена в 1861. В 1872 году стал обладателем медали академии. В 1879 стал рыцарем ордена Данеброг, а в 1904 был награждён Крестом славы ордена Даннеброг.

## Личная жизнь
21 августа 1857 года Кристен Дальсгор женился на Хансине Мари Хансен (дат. Hansine Marie Hansen) и пара поселилась в доме во Фредериксберге. В число их знакомых входили такие люди, как Н. Л. Хёйен, Вильхельм Марстранн, Константин Хансен, Вильхельм Кюн, Годфрид Румп, Петер Сковгор, Фредерик Вермерен и Юлиус Экснер.

## Выставки
- Ежегодная весенняя выставка в Шарлоттенборге: 1847—1864 и 1866—1907 гг;
- Кунстфорейнинн 18 ноября (дат. Kunstnerforeningen af 18. November): 1882 г., 1942 г.;
- Северная выставка (дат. Nordjysk udstilling), Ольборг: 1933 г.;
- Всемирная выставка, Париж: 1878 г.;
- Северная художественная выставка, Копенгаген: 1883 г.;
- Выставка в здании городской ратуши (Raadhusudstilling), Копенгаген: 1901 г.;
- Орла Леманн и национальное искусство, художественный музей Вайле: 1986 г.;
- Отдельные выставки: Кунстфорейнинн, Копенгаген: 1892, 1907 гг.;
- Костюмы из Саллинга, художественный музей Скиве: 1992 г. (коллекция национальных костюмов Дальсгора)[2].

## Галерея
- "Усадьба Краббесхольм в Ютландии, близ Скиве"
- "Пейзаж из окрестности Скиве со скивским домом", 1849.
- "Спальня рыбака", 1853.
- "Молодая девушка просит старого почтальона деревни передать письмо"
- "Торжественное церковное служение женщины после рождения ребёнка"
- "Судебный пристав призывает бедного бондаря в Саллинге"
- "Две женщины посещают деревенского художника, чтобы посмотреть заказанный могильный крест"
- "Ютландская девушка пишет имя возлюбленного на запотевшем стекле"
- "Рождественское утро в фермерском доме"
- "Рыбак показывает дочери парусник"
- "Девушка зацепилась за рыбацкую сеть"
- "Мастерская плотника", 1855.
- "Интерьер сарая", 1856.
- "Коридор академии Сорё", 1871.
- "Не идёт ли он?", 1879.
- "Нет ли письма?", 1884.